# Eden Miseria
Pour plus de détails, voir Fiche technique et Distribution.
Eden Miseria est un film franco-portugais réalisé par Christine Laurent et sorti en 1988.

## Synopsis
La vie de nomade dans les sables du désert d'Isabelle Eberhardt.

## Fiche technique
- Titre : Eden Miseria
- Réalisation : Christine Laurent
- Scénario : Philippe Arnaud et Christine Laurent d'après le roman Journaliers d'Isabelle Eberhardt
- Photographie : Thierry Arbogast
- Décors : Isabel Branco
- Musique : Az Dyne et Christine Gaudry
- Montage : Francine Sandberg
- Son : Nicolas Lefebvre et Antoine Rodet
- Sociétés de production : F.P.C. Productions - Filmargem
- Producteurs : Paulo Branco - Philippe Diaz
- Pays de production :  France -  Portugal
- Genre : Comédie dramatique
- Durée : 102 minutes
- Dates de sortie :
  - Suisse : août 1988 (festival international du film de Locarno)
  - France : 31 janvier 1990

## Distribution
- Mostepha Djadjam : Tahar
- Philippe Landoulsi : Paul Herbst
- Philippe Clévenot : Charles Gree
- Sotigui Kouyaté : Samst
- Danuta Zarazik : Si Mahmoud-Isabelle
- Abdellah Badis : Slimène Ehni
- Inès de Almeida : Lalla Gazhel-Stella
- Stéphane Jobert : Henri Dagorne